# Kristianstad BoIS
Kristianstads BoIS, eller Kristianstads Boll- och Idrottssällskap, var en fotbollsförening från Kristianstad i Skåne län 2008-2015. Föreningen bildades genom sammanslagning av Kristianstads BI och Kristianstads IS, den upplöstes genom sammanslagning med Kristianstads FF till Kristianstad FC. A-laget gjorde tre säsonger i division VI och tre säsonger i division V innan man avslutade med två säsonger i division IV.

## Kristianstads BI
Kristiandstads Boll- och idrottssällskap bildades 1933. Laget spelade i landets tredje högsta division, motsvarande dagens Ettan, 1961-1964, 1969-1971 och 1974. Lagets främsta merit var en andraplats i division III 1970, då man för första och enda gången placerade sig före både Vilan och IFK och kunde titulera sig "Bäst i stan".

## Kristianstads IS
Kristianstads Idrottssällskap 1929 och återbildades 1995. Laget nådde som högst division IV, vilket skedde säsongerna 1965-1966.

## Se vidare
- Kristianstad FC (Kristianstad BoIS efterföljare)